# Il Corriere di Tunisi
Il Corriere di Tunisi è un mensile in lingua italiana pubblicato in Tunisia. Il primo numero venne dato alle stampe nel 1869 ma le pubblicazioni vennero interrotte durante il protettorato francese della Tunisia (1881-1956) nell'ambito del disegno delle autorità di sopprimere l'uso della lingua italiana.
Il giornale venne rifondato nel marzo del 1956 da Giuseppe Finzi, discendente del carbonaro livornese Giulio Finzi, esule a Tunisi dopo l'insuccesso dei moti del 1820-1821 dove riprese l'attività di tipografo che conduceva in Toscana. Dal 1963 al 2012 è stato diretto da Elia Finzi, figlio di Giuseppe.
È pubblicato dalle Éditions Finzi di Tunisi e ha una diffusione tra 5.000 e 7.000 copie a edizione. Dal marzo 2005 ha una versione su Internet.